# Volos (mitologia)
Volos, Veles, Weles o Voloh és el déu eslau de la terra, les aigües, els boscos, la fertilitat, el bestiar, la pastura, les serps, els llops, la medicina, la música, la màgia i el món subterrani. A més se l'associa amb dracs, la riquesa i les entremaliadures. Així mateix, és l'adversari del déu del tro, Perun; la batalla entre tots dos constitueix un dels mites més importants de la mitologia eslava. Volos és un déu complex i antic; fins i tot es creu que podria ser una relíquia provinent del panteó protoindoeuropeu. Se l'ha representat (almenys en part) com una gran serp, amb banyes (de brau, de moltó o d'altres herbívors domèstics) i amb una barba molt llarga.

## L'enemic de Perun i el mite de la tempesta
Els filòlegs russos Viacheslav Ivanov i Vladímir Toporov van reconstruir la batalla mítica entre Perun i Volos mitjançant un estudi comparatiu de diverses mitologies indoeuropees i un gran nombre de cançons i contes populars eslaus. La característica comuna entre totes les mitologies indoeuropees es refereix a la història d'una batalla entre el déu del tro i una enorme serp o drac. En les versions eslaves del mite, Perun és el déu del tro, mentre que Volos fa de drac.
L'etimologia del seu nom és propera a vels o velines —el diable de la mitologia bàltica i enemic del déu del tro Perkunas (molt semblant a Perun)— i a Vala –la serp de la mitologia hindú, enemiga de Indra (el déu vèdic del tro). Així mateix, és similar al déu etrusc del món subterrani, Vetha, i al drac Illuyankas, enemic del déu de les tempestes en la mitologia hitita.
La causa de l'enemistat d'aquests déus pot ser el rapte comès per Volos del fill, l'esposa o el bestiar de Perun. També es converteix en un repte: Volos, transformat en una enorme serp, puja des de les coves del món subterrani i repta fins l'arbre universal eslau, amb direcció als dominis celestials de Perun, qui pren represàlies i ataca a Volos amb els seus llamps. Volos fuig, s'amaga o es transforma en arbres, animals o persones, fins que al final Perun el mata i, mitjançant aquesta mort ritual, tot el que Volos havia robat surt del seu cos inert en forma de pluja que cau des de les altures. Aquest mite de la tempesta, tal com l'evoquen els investigadors, explicava el canvi d'estacions al llarg de l'any. Els períodes secs s'interpretaven com un caòtic resultat del rapte de Volos; les tempestes i els rajos eren la batalla entre els déus i la pluja significava el triomf de Perun sobre Volos i el restabliment de l'ordre del món.
Aquest mite era cíclic i es repetia cada any. La mort de Volos mai era permanent, ja que tornava a prendre la forma d'una serp que muda la seva vella pell i reneix amb un nou cos. Encara que en aquest mite en particular exerceix un paper negatiu com a causant del caos, Volos no era un déu maligne per als antics eslaus. De fet, en molts dels contes apareixia com a sant Nicolau, salvant als pobres grangers i al seu bestiar del furibund i destructiu sant Elies (és a dir, Perun). La dualitat i el conflicte entre Perun i Volos no representa el xoc normal entre el bé i el mal, sinó que més aviat és l'oposició entre els principis naturals de la terra i l'aigua (Volos) i el cel i el foc (Perun).

## Déu del món subterrani i dels morts
Els antics eslaus veien el món com un arbre gegant amb una gran copa i branques que representaven, respectivament, la volta celeste dels déus i el món dels mortals; d'altra banda, les arrels es relacionaven amb el món subterrani. D'aquesta manera, Perun era com un falcó o una àguila situada en la branca més alta de l'arbre, governant el cel i el món dels vius. Per la seva part, Volos apareix com una serp enroscada a les arrels i governava el món dels morts. Aquest en realitat era un lloc bastant bell, descrit en els contes populars com un món de planes verdes i humides, on regnava l'eterna primavera i on habitaven diverses criatures fantàstiques juntament amb les ànimes dels morts, que s'ocupaven de cuidar els caps de bestiar de Volos. En termes més geogràfics, el món de Volos estava localitzat segons els eslaus "més enllà del mar", on cada hivern emigraven les aus. En els contes aquesta terra es diu Virei o Iri. Cada any el déu de la fertilitat i de les plantes, Yarilo, que a l'hivern vivia allí, tornava de més enllà del mar i portava la primavera al món dels vius.
Volos enviava regularment esperits de morts al món dels vius com als seus heralds. Els festivals en el seu honor tenien lloc quan acabava l'any, a l'hivern, quan arribava l'hora final de l'ordre mundial, quan el caos es feia fort, les fronteres entre el món dels vius i dels morts desapareixien i els esperits ancestrals tornaven d'entre els morts. Aquesta era la celebració pagana anomenada Velja Noč (La gran nit), que encara perviu entre els eslaus de molts països com la Koleda, una combinació del carnaval i halloween que es pot celebrar entre les festes de Nadal i finals del mes de febrer. Els joves, anomenats koledari o vucari, es vestien amb abrics llargs fets de llana d'ovella i s'adornaven amb màscares grotesques tot rondant pels llogarets en grups fent gatzara; també anaven bramant cançons en les quals deien que havien viatjat des de molt lluny i que estaven molls i plens de fang, una al·lusió al món subterrani de Volos, d'on se suposava que venien en forma de fantasmes. Així mateix, l'amo de qualsevol casa que visitessin els havia de rebre calurosament i oferir-los regals. Aquest no és més que un exemple del xamanisme eslau que presenta a Volos com a déu de la màgia i de la riquesa. Els regals oferts als koledari probablement acabarien a les seves mans (que s'assembla a un drac custodiant el seu tresor), assegurant d'aquesta manera la bona sort i la riquesa per a la casa i la família que hi viu durant l'any sencer. Tal com es pot apreciar en la Crònica Primera, si es fa enfadar Volos hom podria acabar ple de malalties.
Ja fora de l'òrbita eslava, és curiós destacar que s'hagi conservat un costum molt similar a la illa de El Hierro (Espanya). Durant les èpoques de carnaval, els joves del poble de Frontera es vesteixen amb pells de carners, molt resseques, velles i pudents, amb les quals persegueixen la gent del poble, els petits i no tan petits, i els empastifen de tint negre si els agafen. Aquesta celebració es diu Fiesta de los Carneros. Desgraciadament s'han perdut els referents als quals al·ludeix aquest costum ancestral, que va estar a punt de perdre's durant el passat segle xx, encara que podria tenir-hi a veure amb el que s'ha comentat anteriorment.
La naturalesa de Volos, propícia per a l'engany, queda clara en el mite de la tempesta i en els vestits carnavalescos dels xamans Koledari. Com a tal, representa al déu com el juganer, l'entremaliat, de característiques similars al grec Hermes, al germànic Loki o al Coiot per als nadius americans i, com ells, està relacionat amb la màgia. La paraula voljv, que suposadament deriva del seu nom, encara significa ‘mag’ en diverses llengües eslaves; ja en la narració èpica russa El conte de la campanya d'Ígor, escrita al segle XII, el personatge de Boian el mag és denominat "nét de Volos". Atès que la màgia estava i està relacionada amb la música en les societats primitives, Volos és també vist com el protector dels músics ambulants. Per exemple, en les noces celebrades al nord de Croàcia (fins al segle XX), la música no començava a sonar fins que el nuvi, en fer un brindis, vessava vi al terra, preferentment sobre les arrels de l'arbre més proper. El simbolisme és clar; encara que aquells que ho feien ho desconeguessin: els músics no tocaven fins que no s'efectuava un brindis al déu protector.

## Déu del bestiar i de la riquesa
La principal funció pràctica de Volos era protegir el bestiar de les tribus eslaves. Sovint era conegut com a skotji bog, el "déu del bestiar". Un dels seus atributs, eren les banyes de brau o de moltó, i la pell d'ovella. Encara que l'etimologia del seu nom no està clara, sembla probable que derivi en última instància de l'arrel protoindoeuropea wel (en català, llana); es pot observar una clara similitud amb la paraula anglesa "wool". El folklore eslau sembla confirmar aquesta tesi: Volos era el déu de la màgia i segons algunes fonts folklòriques l'expressió presti vunu (teixir llana) i en concret cmu vunu presti (teixir llana negra) al·ludeix a les arts màgiques. En algunes cançons del Koledo que han sobreviscut, els koledari cantaven que s'acostaven "teixint llana negra".
D'aquesta manera, en ser un déu "llanut", Volos estava considerat com el protector dels pastors, la qual cosa revela una característica addicional de la seva enemistat amb Perun, ja que aquest que afavoreix la pluja, seria el protector dels pagesos. La influència de Volos, no obstant, arribava a abastar alguns aspectes de l'agricultura, o almenys de la collita. En molts pobles eslaus, i de forma més notable a Rússia, en època de collita existia el costum de tallar el primer feix de blat i lligar-ho com una mena d'amulet que protegís la collita dels esperits malignes. A aquest fet se l'anomenava "lligar les barbes de Volos", la qual cosa indica que s'imaginaven a Volos amb barba. En moltes llengües eslaves meridionals, moltes expressions que al·ludeixen a la bona sort i a la riquesa estan relacionades amb les barbes de Volos, com a puna šaka brade ("grapat de blat") o primiti voga za bradu ("agafar a un déu per les barbes", sent aquest déu el Volos pagà).

## Volos després del cristianisme
Després de la conversió al cristianisme, els diferents aspectes de Volos van ser diferenciats de diverses maneres. Com a déu del món subterrani i com a drac, per descomptat, va ser identificat com el diable, mentre que les versions més benvolents van ser transformats en diversos sants cristians. Com a protector del bestiar, va quedar relacionat amb sant Blai, conegut popularment entre els pobles eslaus com a sant Vlaho, sant Blaz o sant Vlasi. A Iaroslavl, per exemple, la primera església que es va construir va ser al lloc on es trobava el temple a Volos, i va ser consagrada a sant Blai, per la similitud del seu nom amb el déu pagà i perquè era el protector dels pastors. En molts contes populars va ser reemplaçat per sant Nicolau, probablement perquè en les històries que s'explicaven del sant se li descrivia com el que dona riquesa i de caràcter trampós.
És curiós que Volos presentés atributs tan versàtils en l'antiga mitologia eslava i que no fos separat en diferents déus fins a l'arribada del cristianisme. En canvi, el seu oponent Perun no va ser venerat sinó com a déu del tro i les tempestes, ni més ni menys, una esfera d'influència molt petita si la comparem amb la versatilitat de Volos. En altres mitologies indoeuropees déus amb aquestes característiques sistemàticament van ser dividits en diferents deïtats. Per exemple, en la mitologia grega, almenys quatre déus compartien els atributs de Volos: Pan (música i bestiar), Hermes (màgia i trapelleria), Hades (mort i món subterrani) i Tifó (enemic en forma de serp del déu grec del tro, Zeus). Solament en la Mitologia celta podem trobar un déu similar a Volos pels diferents atributs i complexitat: Cernunnos, déu dels druides, de la naturalesa, dels animals amb cornamenta i del xamanisme, el símbol del qual era una serp amb banyes de moltó.